# František Kovářík (politik)
František Kovářík (25. září 1865, Prostějov – 21. červenec 1942, Prostějov) byl československý ministr veřejných prací v letech 1920 – 1921, národohospodář a spolumajitel firmy Wichterle a Kovářík (Wikov).

## Životopis

### Doba studií
František Kovářík byl synem prostějovského tkalce Josefa Kováříka, který pocházel z Chropyně. František získal stipendium od prostějovských židovských podnikatelů a studoval na německé reálce, kterou absolvoval v roce 1882. Po maturitě studoval v letech 1882 – 1886 strojírenství na technice ve Vídni.

### Učitel
Po absolvování techniky učil na průmyslové škole v Bílsku ve Slezsku, poté byl asistentem u profesora Hauffeho na vídeňské technice, konstruktérem ve strojírenství v Magdeburku a Lipsku. Od roku 1890 se na pozvání profesora Hauffeho na techniku vrátil, aby tu přednášel strojnické rýsování a stavbu strojů.

### Podnikatel a národohospodář
V roce 1896 se vrátil zpět do Prostějova a stal se spolumajitelem továrny na hospodářské stroje, parní lokomobily a motory, kterou založil jeho mladší bratr Ing. Josef Kovářík. Vznikla tak firma F. a J. Kovářík, továrna strojů a slévárna Prostějov, která postupně rozšiřovala svůj sortiment a vyráběla žací stroje, plynové, benzinové a naftové motory, čerpadla, mlátičky a další zemědělské stroje. František Kovářík však pokračoval i ve vědecké práci – v roce 1902 získal první doktorát technických věd na České vysoké škole technické v Brně a v roce 1904 byl jmenován docentem nauky o stavbě hospodářských strojů na téže škole. O čtyři roky později, roku 1908, byl jmenován členem Národohospodářského ústavu při České akademii věd a umění v Praze. V roce 1913 se stal jedním ze zakladatelů Jednoty průmyslníků pro Moravu a Slezsko a v roce 1917 získal post místopředsedy Ústřední organizace průmyslníků pro Čechy a Moravu. V roce 1909 firma F. a J. Kovářík zažila stagnaci a změnila se na Prostějovskou akciovou továrnu na stroje a motory F. a J. Kovářík. O devět let později se firma sloučila s konkurenční společností Františka Wichterleho a vznikla firma Wichterle a Kovářík, akciová společnost (Wikov). Spolu s americkými experty se účastnil Prvního mezinárodního kongresu o vědeckém řízení 1. PIMCO (First Prague International Management Congress) v červenci 1924 v Praze.

### Politik
Ing. Dr. František Kovářík byl od 21. září 1920 do 26. září 1921 ministrem veřejných prací v úřednické vládě Jana Černého a byl předsedou poradního sboru vlády pro hospodářské otázky. Kromě toho byl také významným komunálním politikem v Prostějově a členem zastupitelstva v letech 1898 – 1924. Rovněž byl členem správní rady městské vodárny, členem plynárenské komise, členem správní rady městské elektrárny a měl významný vliv na realizaci projektu výstavby Národního domu v Prostějově, který vznikl podle plánů Jana Kotěry. Byl také členem poroty veřejné architektonické soutěže na výstavbu prostějovské radnice, v níž nakonec zvítězil následně realizovaný projekt Karla Huga Kepky. Díky Ing. Františku Kováříkovi vznikla v letech 1910 – 1911 i další významná prostějovská architektonická stavba, a to vila, kterou si František Kovářík nechal vyprojektovat od architekta Emila Králíka.

### Úmrtí
Zemřel roku 1942 a byl pohřben na Městském hřbitově v Prostějově.